# 제11회 세자르상
제11회 세자르상의 시상식에 관한 내용이다.

## 수상 및 후보

### 작품상
- 세 남자와 아기 바구니 - 콜린 세로 수상

### 여우주연상
- 방랑자 - 샌드린 보네어 수상
- 서브웨이 - 이자벨 아자니

### 신인여우상
- 귀여운 반항아 - 샤를로뜨 갱스부르 수상

### 공로상
- 베트 데이비스 수상

## 같이 보기
- 제58회 아카데미상
- 제39회 영국 아카데미 영화상